# كارولين فينكلستاين
كارولين فينكلستاين (بالإنجليزية: Caroline Finkelstein)‏ هي كاتِبة وشاعرة أمريكية، ولدت في 1940.